# Василий Акимов
Василий Петрович Акимов е руски офицер], генерал-лейтенант. Участник в Руско-турската война (1877-1878).

## Биография
Василий Акимов е роден на 25 януари 1835 г. в Русия в семейството на потомствен дворянин. Ориентира се към военното поприще. Завършва Дворянския полк с производство в първо офицерско звание прапорщик и назначение в 10-и Малоросийски гренадирски полк (1953). Служи в гренадирски батальон и лейбгвардейския Литовски полк (1857).
Завършва Николаевската академия на Генералния щаб на Руската армия (1857). Служи в щаба на Санктпетербургския военен окръг, щаба на 16-а пехотна дивизия, началник на Варшавското пехотно юнкерско училище (1962), командир на 7-и Самогитски гренадирски полк (1874) и началник на щаба на 14-и армейски корпус (1877).
Участва в Руско-турската война (1877-1878). Получава назначение като началник-щаба на Долнодунавския отряд с командир генерал-лейтенант Аполон Цимерман. За превземането на Меджидие е повишен във военно звание генерал-майор.
Губернатор на Русе след овладяването на града от Руската армия. Награден със златно оръжие „За храброст“ (1878).
Повишен в звание генерал-лейтенант. Началник на Павловското военно училище (1878) и член на свитата на император Александър II.